# Società italiana di scienza politica
La Società italiana di scienza politica (SISP) ha lo scopo di facilitare lo sviluppo della scienza politica in Italia. Con questo scopo, accademici, ricercatori ed esperti in materia aderiscono alla SISP per collaborare e coordinare progetti nell'ambito dell'insegnamento e della ricerca.
L'origine della SISP risale al 1973, momento in cui nacque la Sezione italiana di scienza politica in seno all'Associazione italiana di scienze politiche e sociali.
Giovanni Sartori ne fu presidente dal 1973 al 1975.
Seguirono Norberto Bobbio dal 1976 al 1978 e Alberto Spreafico dal 1979 al 1981.
La Sezione italiana di scienze politiche si costituì in Società italiana di scienza politica (SISP) proprio nel 1981. Alberto Spreafico fu così il primo presidente della SISP nella sua costituzione attuale fino al 1984.
Seguirono Mario Stoppino dal 1985 al 1988, Luigi Bonanate dal 1989 al 1991, Giorgio Freddi dal 1992 al 1997, Leonardo Morlino dal 1998 al 2001, Maurizio Cotta dal 2001 al 2004, Fulvio Attinà dal 2004 al 2007, Mauro Calise dal 2007 al 2010, Gianfranco Pasquino dal 2010 al 2013, Pietro Grilli di Cortona dal 2013 al 2015, Simona Piattoni dal 2015 al 2018. Dal settembre 2018 al settembre 2021 la SISP è presieduta da Francesca Longo. Attualmente il presidente è Luca Verzichelli. 
La SISP organizza annualmente il Congresso nazionale della scienza politica, arrivato nel 2015 alla 29ª edizione. La sua rivista ufficiale è la Rivista italiana di scienza politica/Italian Political Science Review, pubblicata attualmente da Cambridge University Press.